# Erik Bennemo
Karl Erik Albert Bennemo, född 28 januari 1915 i Sala, död 2 december 2005 i Malmö, var en svensk väg- och vattenbyggnadsingenjör. 
Bennemo, som var son till stadskamrer Albert Johansson och Emma Karlsson, utexaminerades från Chalmers tekniska högskola 1941. Han blev ingenjör hos Byggnadsfirman Anders Diös i Uppsala 1942, byråingenjör på Malmö stads fastighetskontor 1947, förste byråingenjör 1954, överingenjör och chef för tekniska utredningsbyrån där 1957, överingenjör vid HSB i Malmö 1966 och var verkställande direktör där från 1969.